# Мадлен Моро
Мадлен Моро (фр. Madeleine Moreau, 1 травня 1928 — 10 червня 1995) — французька стрибунка у воду.
Срібна медалістка Олімпійських Ігор 1952 року, учасниця 1948 року. Чемпіонка Європи з водних видів спорту 1947, 1950 років.